# مامورو شيجميتسو

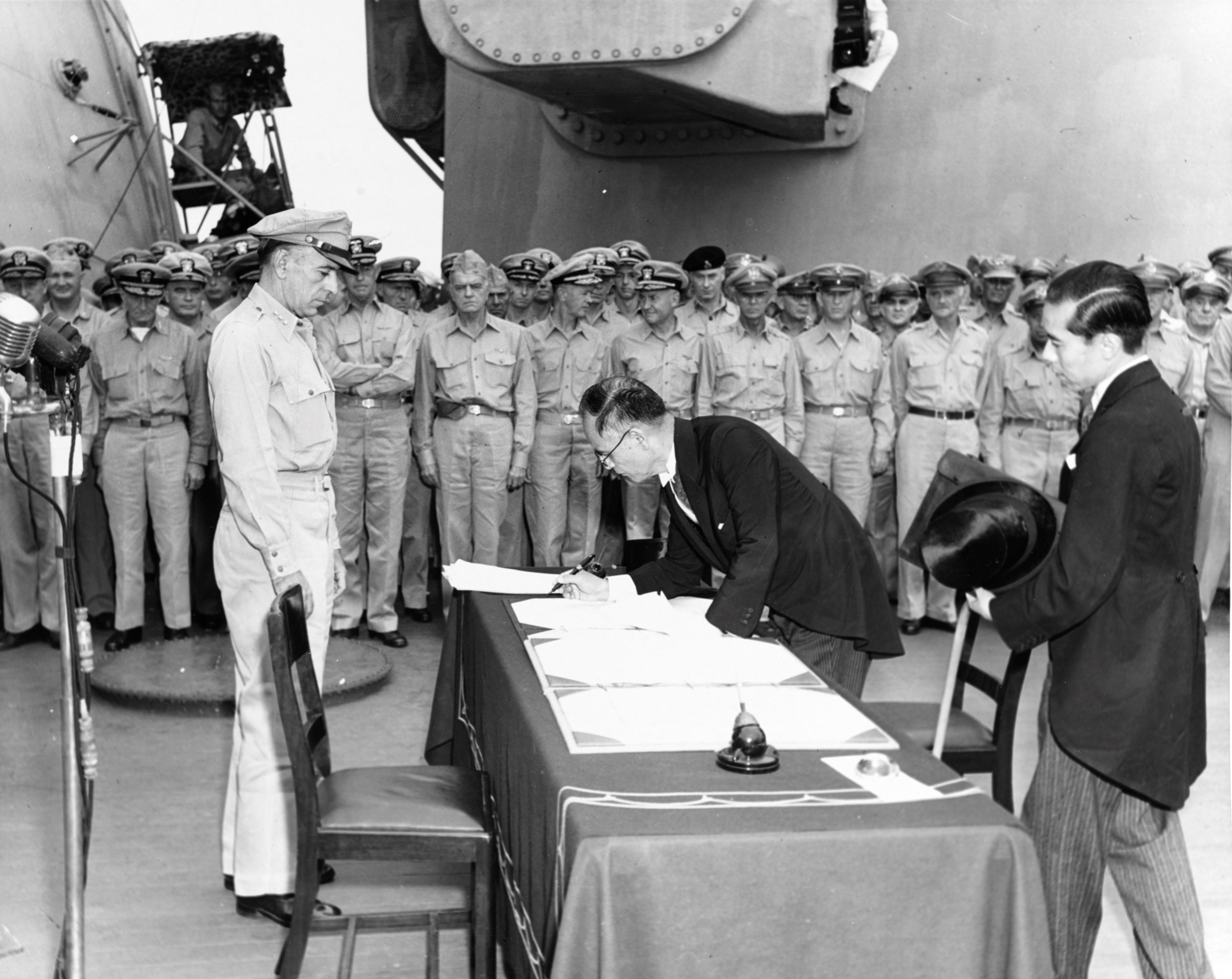
شيجميتسو يوقع وثيقة استسلام اليابان في سفينة يو إس إس ميسيوري, 2 سبتمبر 1945

مامورو شيجميتسو (باليابانية:重光 葵)، (مواليد 29 يوليو 1887- توفي 26 يناير 1957)، وهو دبلوماسي سياسي ياباني وعمل عده مناصب في وزارة الشؤون الخارجية، حيث عمل سفيرُا للمملكة المتحدة والاتحاد السوفيتي، اشتهر بتوقيع وثيقة استسلام اليابان سنة 1945.

## روابط خارجية
- مامورو شيجميتسو على موقع IMDb (الإنجليزية)
- مامورو شيجميتسو على موقع الموسوعة البريطانية (الإنجليزية)
- مامورو شيجميتسو على موقع مونزينجر (الألمانية)